# Лудвиг I фон Путбус
Лудвиг I фон Путбус (на немски: Ludwig zu Putbus; * 1549 в Путбус на остров Рюген, Мекленбург-Предна Померания; † 10 август 1594 във Вилденбрух, Померания) е благородник от стария славянски-рюгенски род Путбус, господар Путбус на остров Рюген, Мекленбург-Предна Померания.
Той е син на Георг I фон Путбус (1519 – 1563) и съпругата му Анна Катарина фон Хонщайн-Фирраден-Швет (1502 – 1567), дъщеря на граф Волфганг фон Хонщайн-Фирраден († 1523/1535) и Катарина фон Хонщайн-Клетенберг (* ок. 1490). Внук е на Волдемар II фон Путбус († сл. 1521) и Агата фон Еверщайн († сл. 1533).
Брат е на Катарина Агата фон Путбус (1549 – 1607), омъжена I. на 17 юли 1581 г. за Георг I фон Шьонбург-Глаухау (1529 – 1585), II. в Бланкенбург за Каспар Улрих XI фон Регенщайн-Бланкенбург († 1575), и на Енгела фон Путбус († 1598), омъжена на 3 март 1579 г. във Вилденбрух, за граф Йохан фон Щолберг (1549 - 1612).
Син му Фридрих Ердман фон Путбус (* 1576; † 22 октомври 1622) е издигнат на фрайхер. През 1727 г. родът е издигнат на имперски граф, 1731 г. на шведски граф, 1807 г. на шведски князе и 1815 г. на пруски князе. 
През 1854 г. родът изчезва по мъжка линия със смъртта на княз Вилхелм Малте I.

## Фамилия
Лудвиг I фон Путбус  се жени 1574 г. за Анна Мария фон Хонщайн  (* 1558; † 21 януари 1595), дъщеря на граф Ернст VI фон Хонщайн († 1562) и Катарина фон Шварцбург († 1568). Те имат децата:
- Фридрих Ердман фон Путбус (* 1576; † 22 октомври 1622), фрайхер, женен 1600 г. за Сабина Хедвиг фон Еверщайн (* 1579; † 9 септември 1631)
- Ернст Лудвиг I фон Путбус (1580 - 1615), през 1596 г. ректор на университета на Франкфурт на Одер, женен I. 1603 г. за графиня Валпургис фон Еверщайн (* ок. 1581; † 25 април 1613), II. за графиня Магдалена фон Еверщайн (* 1588; † 1663)
- Магдалена фон Путбус (* 21 септември 1590; † 12 януари 1665), омъжена на 29 декември 1609 г. в 	Бургк за Хайнрих II Ройс-Хоф-Бургк, годподар на Унтерграйц и Бургк (* 30 декември 1575; † 6 септември 1639)